# Ingelbach
Ingelbach é um município localizada no distrito de Altenkirchen, na associação municipal de Verbandsgemeinde Altenkirchen, no estado da Renânia-Palatinado.

## População
| - 1815 – 213 - 1835 – 268 - 1871 – 282 - 1905 – 322 - 1939 – 343 - 1950 – 398 | - 1961 – 421 - 1965 – 451 - 1970 – 472 - 1975 – 487 - 1980 – 480 - 1985 – 457 | - 1987 – 441 - 1990 – 470 - 1995 – 495 - 2000 – 597 - 2005 – 587 |